# Pseudosinella curtii
Pseudosinella curtii is een springstaartensoort uit de familie van de Entomobryidae. De wetenschappelijke naam van de soort is voor het eerst geldig gepubliceerd in 1987 door Gouze & Deharveng.